# H.L. Coleman
H.L. Coleman (Fort Lauderdale, 4 dicembre 1974) è un ex cestista statunitense.

## Palmarès
- Miglior tiratore da tre punti IBA (2001)